# Hidden Valley Lake
Hidden Valley Lake es un lugar designado por el censo en el condado de Lake en el estado estadounidense de California. En el año 2000 tenía una población de 3,777 habitantes y una densidad poblacional de 132.1 personas por km².

## Geografía
Hidden Valley Lake se encuentra ubicado en las coordenadas 38°48′N 122°33′O / 38.800, -122.550. Según la Oficina del Censo, la ciudad tiene un área total de 28,6 km² (11,0 mi²), de la cual 28,2 km² (10,9 mi²) es tierra y 0,4 km² (0,2 mi²) (1.27%) es agua.

## Demografía
Según la Oficina del Censo en 2000 los ingresos medios por hogar en la localidad eran de $48,262, y los ingresos medios por familia eran $51,763. Los hombres tenían unos ingresos medios de $41,278 frente a los $27,813 para las mujeres. La renta per cápita para la localidad era de $19,526. Alrededor del 7.6% de la población estaban por debajo del umbral de pobreza.